# Toronto Film Critics Association
Die Toronto Film Critics Association (TFCA) ist eine Organisation von als Journalisten oder Rundfunksprechern arbeitenden Filmkritikern, die aus dem kanadischen Toronto stammen. Seit 1999 ist die TFCA Mitglied der Fédération Internationale de la Presse Cinématographique (FIPRESCI), einer internationalen Vereinigung von Filmkritikern und Filmjournalisten.
Jedes Jahr treffen sich die Mitglieder, um in unterschiedlichen Kategorien jeweils einen Gewinner für den Toronto Film Critics Association Award zu wählen, welcher alljährlich in Toronto verliehen wird. Zum ersten Mal wurden die Preise am 13. Januar 1997 vergeben. Die nominierten Personen müssen an Filmen beteiligt sein, die im selben Jahr der Abstimmung veröffentlicht worden sind.
Unregelmäßig vergibt die TFCA den sogenannten Clyde Gilmour Award. Er geht an Kanadier, die mit ihrer Arbeit Verständnis für den Film erzeugt und sein Ansehen in ihrem Heimatland gesteigert haben.